# Anna Svensson (konstnär)
Anna Svensson, född 1967 i Sölvesborg i Sverige, är en svensk konstnär, projektledare och pedagog. Hon driver sedan 2002 företaget Art Anna S.

## Biografi
Anna Svensson är specialiserad inom följande tekniker: underglasmåleri, skulptur, text och foto. Hon är mest känd för konstverket Poesigeneratorn som hon låtit uppföra på ett antal offentliga platser, till exempel Drottning Silvias barn- och ungdomssjukhus och Malmö Högskola. Den största finns i Grodparken i Sölvesborg. 
Svensson har också genomfört ett antal konstprojekt, till exempel Konst-taxin, ett performance-projekt som drevs av Anna Svensson, Art Anna S, och Johan Bloom, BloomArt, under sommaren 2009. Konst-taxin var ett ambulerande minigalleri med syfte att "föra ut konsten till folket" från institutioner och mer exklusiva konstarenor till gator och torg. 
2004–2005 lät Svensson, tillsammans med konstnären Camilla Johansson, uppföra en gigantisk pepparkaksborg i Stenungsunds Kulturhus Fregatten. Borgens längd var 2,5 meter och bredden 2 meter. Högsta tornet mätte 2,6 meter i höjd. Hela borgen tillverkades i ätligt material. Företag och privatpersoner köpte byggdelar i borgen. Hälften av intäkterna gick till byggnationen och hälften till Världens barn. Projektet avslutades med att kommunens barn fick plundra pepparkaksborgen. Andra projekt som hon varit initiativtagare eller ingått i är DU VET ATT DU INTE MÅSTE, Återfunnen konst och Skulpturer vid vatten.
Svensson har också verkat som bild- och kulturpedagog för olika kategorier av elever, både barn, ungdomar och vuxna. Hon har varit delaktig med konstprojekt i barn- och ungdomskulturfestivalerna Cho La Hop i Angered och Kulturstorm i Stenungsund.